# Ritta Baddoura
Ritta Baddoura (née en 1980 à Deir-el-Qamar au Liban) est une poétesse, journaliste littéraire et psychologue (et chercheuse associée) libanaise.

## Biographie
Ritta Baddoura commence à écrire dès l'école primaire des poèmes qui évoquent la guerre du Liban. Elle étudie la peinture et le piano pendant son enfance et sa jeunesse à Beyrouth.

### Poète et critique
Elle publie de courts recueils de poésie en français, Étoiles d’araignée en 2000, et La naissance du dé en 2003. Elle obtient en 2005 la médaille d'or en littérature, aux cinquièmes jeux de la francophonie à Niamey, pour sa nouvelle Quinze. Découvrant le Niger avec une autre lauréate de ces Jeux dans la catégorie photographie, elle publie avec elle un ouvrage mêlant photographies et poèmes, Ici désert : des rives du Niger au large du Ténéré en 2010.
Pendant le conflit israélo-libanais de 2006, elle ouvre un blog de poésie, Ritta parmi les bombes,, qui sera publié en 2008 aux éditions Dar al-Saqi. Enlèvement, œuvre dramatique inspirée de la guerre de l'été 2006, obtient une bourse du Centre des auteurs dramatiques de Montréal sous la direction de Wajdi Mouawad en 2007.
Depuis 2007, elle écrit régulièrement des articles pour L'Orient littéraire.
En 2007, elle est boursière en littérature de l’Akademie Schloss Solitude (de), en Allemagne, où elle passe une année durant laquelle elle écrit et présente des lectures et performances autour de ses textes lors de différents festivals de littérature et d'art. Elle revient par la suite à l'Akademie Schloss Solitude pour des collaborations artistiques ponctuelles.
Elle obtient en 2015 le prix Max-Jacob, dans la catégorie Découverte, pour Parler étrangement, qui évoque sa relation à sa langue maternelle, l'arabe libanais, et à la langue française. Elle est membre du jury du prix de poésie Vénus Khoury-Ghata en 2017 et en 2019,. Son recueil Désaltère, publié en 2022, est finaliste du prix Apollinaire en 2023.
Ses poèmes ont été traduits en arabe, allemand, anglais, espagnol, danois et islandais pour des anthologies ou des magazines littéraires.  

### Psychologue et chercheuse
En parallèle de ses activités littéraires, Ritta Baddoura obtient un master en psychologie clinique et pathologique à l’université Saint-Joseph de Beyrouth en 2006. Après quelques années d'exercice comme psychologue à Beyrouth, elle quitte le Liban pour l'Allemagne en 2007, puis réside en France fin 2008 afin de suivre un master recherche à l'université Paul-Valéry-Montpellier en 2009. 
Elle obtient un doctorat en psychologie en 2013 dans le même établissement, menant des recherches sur les interactions entre humains et robots, avec une approche interdisciplinaire mêlant psychologie, sociologie et éthique. 
Elle explore ainsi les possibilités d'utilisation de robots comme outils thérapeutiques auprès de personnes ayant des troubles du spectre autistique ou atteintes de la maladie d'Alzheimer et contribue avec Léa Guizol au développement d'un modèle d'éthique pour les robots et agents intelligents autonomes. 

## Œuvres
- Ritta Baddoura, Étoiles d'araignée, Mokhtarat, 2000
- Ritta Baddoura, La naissance du dé, Dar An-Nahan, 2003 (ISBN 2-84289-463-4)
- Ritta Baddoura, Ritta parmi les bombes, Londres/San Francisco/Beyrouth, Dar al-Saqi, 2008, 94 p. (ISBN 978-1-85516-012-5, lire en ligne)
- Ritta Baddoura et Randa Mirza, Ici désert : des rives du Niger au large du Ténéré, Dergham, 2010 (ISBN 978-9953-401-58-4)
- Ritta Baddoura, Parler étrangement, Amay, L’arbre à paroles, coll. « iF », 2014, 91 p. (ISBN 978-2-87406-574-3)
- Ritta Baddoura, Arisko Palace, Barjols, Pleine Page, 2014, 47 p. (ISBN 978-2-910775-58-2)
- Ritta Baddoura, Désaltère, L’arbre à paroles, coll. « iF », 2022, 92 p. (ISBN 978-2-87406-718-1)